# Ami Sugita
Ami Sugita (杉田 亜未, 14 de març de 1992) és una futbolista japonesa.

## Selecció del Japó
Va debutar amb la selecció del Japó el 2014. Va disputar 6 partits amb la selecció del Japó.

## Estadístiques
| Selecció del Japó | Selecció del Japó | Selecció del Japó |
| Anys              | Partits           | Gols              |
| ----------------- | ----------------- | ----------------- |
| 2014              | 1                 | 0                 |
| 2015              | 3                 | 2                 |
| 2016              | 1                 | 0                 |
| 2017              | 1                 | 0                 |
| Total             | 6                 | 2                 |